# Dark Crimes
Dark Crimes is een Pools-Amerikaanse misdaadthriller uit 2016 met in de hoofdrol Jim Carrey. De film is gebaseerd op een artikel in The New Yorker van David Grann uit 2008 over Krystian Bala, een Poolse thrillerschrijver die details van een moord die hij heeft gepleegd in zijn eerste boek verwerkt had. De film ging in 2016 in première op het Internationaal filmfestival van Warschau maar zou twee jaar later in 2018 pas uitgebracht worden via video on demand. Het was de eerste film van Carrey die niet in bioscopen speelde.

## Plot
Een detective gaat op onderzoek uit als een roman veel overeenkomsten heeft met een cold case.

## Ontvangst
De film werd heel slecht ontvangen en behaalde een zeldzame 0%-score op Rotten Tomatoes, dit betekent dat alle recensies verzameld door de website negatief waren.

## Rolverdeling
- Jim Carrey - Tadek
- Marton Csokas - Kozlow
- Charlotte Gainsbourg - Kasia
- Agata Kulesza - Marta
- Kati Outinen - Malinowska
- Zbigniew Zamachowski - Lukasz